# Tepactipan
Tepactipan är en ort i Mexiko.   Den ligger i kommunen Hueytamalco och delstaten Puebla, i den sydöstra delen av landet, 200 km öster om huvudstaden Mexico City. Tepactipan ligger 849 meter över havet och antalet invånare är 300.
Terrängen runt Tepactipan är lite bergig. Runt Tepactipan är det ganska tätbefolkat, med 160 invånare per kvadratkilometer. Närmaste större samhälle är Teziutlan, 16,6 km sydväst om Tepactipan. I omgivningarna runt Tepactipan växer i huvudsak städsegrön lövskog.